# Chicago Med
Chicago Med es una serie de televisión de origen estadounidense de género drama médico, creado por Dick Wolf y Matt Olmstead. Es una serie derivada de Chicago Fire. Se estrenó el 17 de noviembre de 2015 en NBC. En marzo de 2024, la serie fue renovada para una décima temporada, que se estrenó el 25 de septiembre de 2024. En mayo de 2025, la serie fue renovada para una undécima temporada.

## Argumento
Chicago Med es la tercera serie en la franquicia de Chicago de Dick Wolf. Se centra en el servicio de urgencias en Gaffney Chicago Medical Center, de sus médicos y enfermeras que trabajan para salvar la vida del paciente. A veces se entrelaza con los personajes de Chicago Fire y Chicago P.D..

## Elenco

### Principales
| Actor               | Personaje       | Temporada | Temporada  | Temporada | Temporada | Temporada  | Temporada  | Temporada | Temporada  | Temporada | Temporada  |
| Actor               | Personaje       | 1         | 2          | 3         | 4         | 5          | 6          | 7         | 8          | 9         | 10         |
| ------------------- | --------------- | --------- | ---------- | --------- | --------- | ---------- | ---------- | --------- | ---------- | --------- | ---------- |
| Nick Gehlfuss       | Will Halstead   | Principal | Principal  | Principal | Principal | Principal  | Principal  | Principal | Principal  |           |            |
| Yaya DaCosta        | April Sexton    | Principal | Principal  | Principal | Principal | Principal  | Principal  |           | Recurrente |           |            |
| Torrey DeVitto      | Natalie Manning | Principal | Principal  | Principal | Principal | Principal  | Principal  | Principal | Invitada   |           |            |
| Rachel DiPillo      | Sarah Reese     | Principal | Principal  | Principal | Invitada  |            |            |           |            |           | Recurrente |
| Colin Donnell       | Connor Rhodes   | Principal | Principal  | Principal | Principal | Principal  |            |           |            |           |            |
| Brian Tee           | Ethan Choi      | Principal | Principal  | Principal | Principal | Principal  | Principal  | Principal | Principal  |           |            |
| S. Epatha Merkerson | Sharon Goodwin  | Principal | Principal  | Principal | Principal | Principal  | Principal  | Principal | Principal  | Principal | Principal  |
| Oliver Platt        | Daniel Charles  | Principal | Principal  | Principal | Principal | Principal  | Principal  | Principal | Principal  | Principal | Principal  |
| Marlyne Barrett     | Maggie Lockwood | Principal | Principal  | Principal | Principal | Principal  | Principal  | Principal | Principal  | Principal | Principal  |
| Norma Kuhling       | Ava Bekker      |           | Recurrente | Principal | Principal | Principal  |            |           |            |           |            |
| Dominic Rains       | Crockett Marcel |           |            |           |           | Principal  | Principal  | Principal | Principal  | Principal |            |
| Steven Weber        | Dean Archer     |           |            |           |           |            | Recurrente | Principal | Principal  | Principal | Principal  |
| Guy Lockard         | Dylan Scott     |           |            |           |           |            |            | Principal | Principal  |           |            |
| Kristen Hager       | Stevie Hammer   |           |            |           |           |            |            | Principal |            |           |            |
| Jessy Schram        | Hannah Asher    |           |            |           |           | Recurrente | Invitada   | Principal | Principal  | Principal | Principal  |
| Luke Mitchell       | Mitch Ripley    |           |            |           |           |            |            |           |            | Principal | Principal  |
| Sarah Ramos         | Caitlin Lenox   |           |            |           |           |            |            |           |            |           | Principal  |
| Darren Barnet       | John Frost      |           |            |           |           |            |            |           |            |           | Principal  |

- Nick Gehlfuss (temporadas 1-8) como el Dr. Will Halstead, es un ex-cirujano plástico, que al comienzo de la serie se convierte en médico de cabecera supervisor del servicio de urgencias. Es originario de Chicago y es el hermano menor del personaje de Chicago P.D. Jay Halstead. Estuvo comprometido con la Dra. Natalie Manning en las temporadas 3 a 4. Mantuvo una corta relación con la Dra. Sabeena Virani en la temporada 6, pero su carrera se derrumba al creer que Will robó los medicamentos.[6]Renuncia a Chicago Med para reencontrarse con Natalie y su hijo Owen en Seattle.
- Yaya DaCosta como April Sexton (temporadas 1–6; recurrente temporada 8), una enfermera de urgencias brasileño-estadounidense de primera generación. Tiene un hermano menor, Noah, que comenzó como estudiante de medicina de tercer año en el hospital. También es amiga de la infancia del personaje de Chicago Fire, el Teniente Kelly Severide. En la sexta temporada, se postula y es aceptada en un programa de enfermería especializada para hacer más en el cuidado de los pacientes y en el estreno de la séptima temporada "No siempre puedes confiar en lo que ves", se revela que ha comenzado el programa.
- Torrey DeVitto como la Dra. Natalie Manning (temporadas 1–7; invitada temporada 8), una pediatra del departamento de emergencias que realizó una  beca en medicina de emergencia en la primera temporada y se convierte en asistente en pediatría de emergencia división en la quinta temporada. Ella es una viuda, lidiando con la pérdida de su esposo, Jeff, quien murió en acción mientras servía en el ejército de los Estados Unidos. En el episodio de la primera temporada "Bound", da a luz a su hijo Owen. En el estreno de la séptima temporada "No siempre puedes confiar en lo que ves", Sharon Goodwin la despide y regresa a Seattle con Owen después de admitir que le robó drogas al juicio de su ex prometido, el Dr. Will Halstead, por la enfermedad de su madre.
- Rachel DiPillo como la Dra. Sarah Reese (temporadas 1–3; invitada temporada 4), originalmente una estudiante de medicina de cuarto año, que no se siente inclinada a la medicina de emergencia y preferiría convertirse en patóloga. Después de graduarse de la escuela de medicina, cambia de opinión acerca de ser patóloga y se convierte en residente en psiquiatría. En el estreno de la cuarta temporada "Be My Better Half", ella se transfiere de Chicago Med a Baylor después de que el Dr. Daniel Charles descubre que su padre es un presunto asesino en serie y tienen una pelea.
- Colin Donnell como el Dr. Connor Rhodes (temporadas 1–5), un compañero cardiotorácico de Chicago, que pasó algún tiempo en Riad después de su residencia. En la primera temporada, es un compañero de cirugía de trauma, pero cambia su especialidad a cardiotorácica. En el estreno de la quinta temporada "Never Going Back to Normal", deja Med y Chicago por completo después de la muerte de su padre Cornelius Rhodes y su rival, y exnovia, la Dra. Ava Bekker, quien se suicidó después de asesinar a Cornelius para ganar a Connor de vuelta.
- Brian Tee como LCDR Dr. Ethan Choi (temporadas 1–8), Reserva de la Marina de los Estados Unidos, Jefe de Medicina de Emergencia y exjefe residente del Departamento de Emergencias con experiencia en enfermedades infecciosas, quien acaba de regresar a los Estados Unidos después de servir en el USS Carl Vinson como oficial médico. Estuvo comprometido con April.
- S. Epatha Merkerson como Sharon Goodwin, ex enfermera de quirófano y Jefa de Servicios Médicos y para Pacientes (administradora principal) del Centro Médico Gaffney Chicago.
- Oliver Platt como el Dr. Daniel Charles, el jefe del departamento de psiquiatría, quien generalmente tiene la tarea de ayudar a los otros médicos a lidiar con los matices psicológicos de la medicina o los pacientes difíciles. Es un graduado de la Universidad de Pennsylvania.
- Marlyne Barrett como Maggie Lockwood, la enfermera a cargo del DE que no tiene miedo de decir lo que piensa cuando se trata de educar a los residentes. En la quinta temporada, se le diagnostica cáncer de mama metastásico, pero luego se cura y se casa con el expaciente de cáncer Ben Campbell.
- Norma Kuhling como la Dra. Ava Bekker (temporadas 3–5; recurrente temporada 2), una cirujana traumatológica de Sudáfrica n. Ella choca con el Dr. Connor Rhodes en los límites profesionales y, finalmente, su rivalidad se convierte en una relación romántica, que termina después de que el padre de Connor alega que Ava lo sedujo y se acostó con él para persuadirlo de financiar el quirófano híbrido de Connor. En el final de la cuarta temporada "With a Brave Heart", Connor la rechaza para reconciliar su relación y luego sospecha que ella mató a su padre. En el estreno de la quinta temporada "Never Going Back to Normal", ella se suicida después de admitir haber matado al padre de Connor en un último esfuerzo por recuperarlo.
- Dominic Rains como el Dr. Crockett Marcel (temporadas 5–9), un nuevo cirujano especialista en trauma en Chicago Med.
- Steven Weber como el Dr. Dean Archer (temporada 7–presente; recurrente temporada 6), un médico de urgencias experimentado y antiguo mentor de la Armada del Dr. Ethan Choi.
- Guy Lockard como el Dr. Dylan Scott (temporadas 7–8), un nuevo pediatra de urgencias luego de que la Dra. Natalie se fuera. Es un ex-oficial de policía de Chicago que trabajó con Jay Halstead. Cambió su carrera de policía a la medicina.
- Kristen Hager como la Dra. Stevie Hammer (temporada 7), una nueva médico tratante, es compañera de universidad del Dr. Will Halstead. Su madre vive en las calles.
- Jessy Schram como la Dra. Hannah Asher (temporada 7–presente; recurrente temporadas 5–6)
- Luke Mitchell como el Dr. Mitch Ripley (temporada 9–presente)
- Sarah Ramos como la Dra. Caitlin Lenox (temporada 10–presente)[7]
- Darren Barnet como el Dr. John Frost (temporada 10–presente)[7]

### Recurrentes
- Julie Berman como Dra. Samantha "Sam" Zanetti (temporada 1), es una cirujana especialista en traumatología que sale brevemente con el Dr. Connor Rhodes.
- Deron J. Powell como Tate Jenkins (temporadas 1–2), es un jugador retirado de la NFL que conoce a la enfermera April Sexton cuando ella ayuda a tratar a su hijo en la primera temporada. Se involucran en la segunda temporada, pero la interrumpen poco después de que ella se infecta con tuberculosis y pierde a su hijo. Él deseaba que ella dejara su trabajo y April no aceptó.
- Peter Mark Kendall como Joey Thomas (temporadas 1–3), es un técnico de laboratorio que sale con la Dra. Sarah Reese de las temporadas uno a dos.
- Roland Buck III como Dr. Noah Sexton, un residente de primer año de ED y el hermano menor de la enfermera April Sexton. Su mentor es el Dr. Marcel Crooket.
- Brennan Brown como el Dr. Sam Abrams (temporada 1–presente) un neurocirujano contundente que asiste. En la temporada 5 se creyó que había muerto en un accidente de avión.
- Gregg Henry como Dr. David Downey (temporada 1), es un cirujano cardíaco de alto perfil que se interesa por el Dr. Connor Rhodes, y muere de cáncer en el final de la primera temporada "Timing".
- D. W. Moffett como Cornelius Rhodes (temporadas 1–4), es el padre del Dr. Connor Rhodes. Dirige el negocio familiar Dolen Rhodes, una tienda departamental de alta gama iniciada por su padre. Su esposa Elizabeth murió en algún momento antes que el piloto. Como el único hijo y heredero de la fortuna familiar, se esperaba que Connor siguiera a su padre en el negocio familiar, pero lo evita para la medicina. La muerte de Elizabeth y la elección de Connor de ir a la medicina conducen a un amargo distanciamiento entre padre e hijo. En el final de la cuarta temporada "With a Brave Heart", muere por una sobredosis de insulina mientras estaba en la UCI, que luego reveló ser el Dr. Ava Bekker.
- Christina Brucato como Claire Rhodes (temporada 1), es la hermana del Dr. Connor Rhodes.
- Lorena Díaz como Enfermera Doris (temporada 1–presente), es enfermera secundaria de guardia en la sala de emergencias.
- Casey Tutton como Enfermera Monique (temporada 2–presente), es enfermera secundaria de guardia en la sala de emergencias.
- Jeff Hephner como Jeff Clarke (temporadas 1–2), es un estudiante de medicina, exveterano de la Marina e Irak y antiguo amigo de la familia de la Dra. Natalie Manning. Clarke fue bombero en la estación 51. Luego de una lesión que le impide ser bombero ingresa a la escuela de medicina. Clarke sale brevemente con Natalie hasta que confiesa que su difunto esposo no aprobó sus sentimientos por ella. Clarke coincide con un hospital en Honolulu, Hawái después de graduarse de la escuela de medicina.
- Ato Essandoh como Dr. Isidore Latham (temporada 2–presente), es el cirujano asistente que supervisa la beca del Dr. Connor Rhodes después de la muerte del Dr. Downey de las temporadas dos a cinco cuando Connor deja Chicago Med. Latham tiene trastorno del espectro autista, que a veces le dificulta comprender las respuestas emocionales del personal médico.
- Mekia Cox como Dra. Robyn Charles (temporada 2–presente), es la epidemióloga y la hija previamente separada del Dr. Daniel Charles. Ella sale con el Dr. Connor Rhodes de las temporadas dos a tres. Se descubre en la temporada 3 que tiene un tumor que le produce psicosis. Se muda con su madre para tratarse.
- Eddie Jemison como Dr. Stanley Stohl (temporadas 2–4), es el jefe del departamento de emergencias, el personal lo refirió burlonamente como "El Troll" debido a sus formas condescendientes y publicitarias. Lo despiden de Chicago Med después de una decisión arbitraria del COO de Gaffney Chicago Medical Center.
- Alexandra Gray como Denise Lockwood (temporada 2–presente), es la hermana transgénero de la enfermera Maggie Lockwood.
- James Vincent Meredith como Barry (temporada 3), es un paramédico que resulta ser el exnovio de la enfermera Maggie Lockwood. Vuelven a salir por un tiempo.
- Michel Gill como Robert Haywood (temporadas 3–4), es el padre separado de la Dra. Sarah Reese que era profesora de astrofísica y presunto asesino en serie.
- Arden Cho como Emily Choi (temporada 3–4), es la hermana menor adicta a las drogas que se había separado anteriormente del Dr. Ethan Choi. Vive durante un tiempo con Ethan y April, lo que provoca el quiebre de la relación de ellos. Conoce a un hombre mayor en un círculo para adictos y se embaraza. Durante ese tiempo April la ayuda lo que hace que regrese con Ethan. Ahora vive junto al padre de su hijo, su esposa y su hijastra en la misma casa.
- Molly Bernard como Dra. Elsa Curry (temporada 4–presente), es una residente de urgencias de primer año que termina trabajando de cerca con el Dr. Daniel Charles.
- Ian Harding como Phillip Davis (temporada 4–5), es un padre viudo que se queda para criar a su hija sola después de que su esposa muere de un aneurisma en el parto, lo que hace que la Dra. Natalie Manning entregue al bebé con una cesárea de emergencia. Mientras Natalie trata y ayuda a cuidar a su hija, él la persigue después de que ella rompe su compromiso con el Dr. Will Halstead. Comienzan a salir y durante un tiempo se comprometen. Natalie lo termina cuando descubre que él la engañó y Phillip abandona a su hija al ver que Natalie no regresará con él.
- Jodi Kingsley como Madeline Gastern, oficial del DCFS (temporada 1–presente), trabajadora social del Departamento de Servicios para Niños y Familias adjunta al Centro Médico Gaffney
- Tehmina Sunny como Dra. Sabeena Virani (temporada 6), un cardiólogo que supervisa un ensayo clínico para un nuevo medicamento y se acerca al Dr. Will Halstead para liderar el proyecto.
- Sarah Rafferty como la Dra. Pamela Blake (temporada 7), es una cirujana tratante que tiene roces con el Dr. Marcel luego de que este no quisiera que operaran a su hija.
- Asjha Cooper como la Dra. Vanessa Taylor (temporada 6–presente) es una estudiante de último año de medicina quien tiene roces con Maggie debido a que es su madre biológica y no quiere que nadie lo sepa.
- Bonita Friedericy como Terri Hammer (temporada 7), es la madre de la Dra. Stivie.
- Michael Rady como el Dr. Matt Cooper (temporada 7), es un doctor que usa mucho el Vas–com y quien Will está investigando para saber si esta haciendo uso ilegal en el hospital.
- Johanna Braddy como Avery Quinn (temporada 7), es la hija de la Dra. Pamela Blake.

## Episodios
| Temporada | Temporada | Episodios | Episodios | Emisión original         | Emisión original    |
| Temporada | Temporada | Episodios | Episodios | Primera emisión          | Última emisión      |
| --------- | --------- | --------- | --------- | ------------------------ | ------------------- |
|           | Intro     | Intro     | Intro     | 7 de abril de 2015       | 7 de abril de 2015  |
|           | 1         | 18        | 18        | 17 de noviembre de 2015  | 17 de mayo de 2016  |
|           | 2         | 23        | 23        | 22 de septiembre de 2016 | 11 de mayo de 2017  |
|           | 3         | 20        | 20        | 21 de septiembre de 2017 | 15 de mayo de 2018  |
|           | 4         | 22        | 22        | 26 de septiembre de 2018 | 22 de mayo de 2019  |
|           | 5         | 20        | 20        | 25 de septiembre de 2019 | 15 de abril de 2020 |
|           | 6         | 16        | 16        | 11 de noviembre de 2020  | 26 de mayo de 2021  |
|           | 7         | 22        | 22        | 22 de septiembre de 2021 | 25 de mayo de 2022  |
|           | 8         | 22        | 22        | 21 de septiembre de 2022 | 24 de mayo de 2023  |
|           | 9         | 13        | 13        | 17 de enero de 2024      | 22 de mayo de 2024  |
|           | 10        | —         | —         | 25 de septiembre de 2024 | —                   |

## Producción

### Desarrollo
La serie fue ordenada el 1 de mayo de 2015. La primera temporada tendría 13 episodios inicialmente, pero el 11 de diciembre de 2015 anunciaron que la serie finalizaría su primera temporada con 18 episodios. El 1 de febrero de 2016, NBC renovó la serie para una segunda temporada. El 10 de mayo de 2017, la cadena NBC renovó la serie para una tercera temporada. El 27 de febrero de 2020, NBC renovó la serie por su sexta, séptima y octava temporada. La octava temporada se estrenó el 21 de septiembre de 2022. El 10 de abril de 2023, NBC renovó la serie para una novena temporada. La novena temporada se estrenó el 17 de enero de 2024. El 21 de marzo de 2024, NBC renovó la serie para una décima temporada. La décima temporada se estrenó el 25 de septiembre de 2024.
El 5 de mayo de 2025, NBC renovó la serie para una undécima temporada.

### Casting
Laurie Holden fue lanzada originalmente como la Doctora Hannah Tramble, pero se retiró debido a "motivos familiares". El 21 de agosto de 2015, Andrew Dettman renunció como productor ejecutivo, debido a "diferencias creativas" tras su designación en junio.

## Recepción

### Audiencias
| Temporada | Horario (ET)         | Episodios | Primera emisión          | Primera emisión      | Última emisión      | Última emisión       | Ranking | Promedio de espectadores (millones) |
| Temporada | Horario (ET)         | Episodios | Fecha                    | Audiencia (millones) | Fecha               | Audiencia (millones) | Ranking | Promedio de espectadores (millones) |
| --------- | -------------------- | --------- | ------------------------ | -------------------- | ------------------- | -------------------- | ------- | ----------------------------------- |
| 1         | Martes 9:00 p. m.    | 18        | 17 de noviembre de 2015  | 8.64                 | 17 de mayo de 2016  | 7.86                 | 37      | 9.83                                |
| 2         | Jueves 9:00 p. m.    | 23        | 22 de septiembre de 2016 | 7.02                 | 11 de mayo de 2017  | 7.01                 | 28      | 9.47                                |
| 3         | Martes 10:00 p. m.   | 20        | 21 de noviembre de 2017  | 6.19                 | 15 de mayo de 2018  | 5.62                 | 27      | 10.10                               |
| 4         | Miércoles 8:00 p. m. | 22        | 26 de septiembre de 2018 | 7.78                 | 22 de mayo de 2019  | 7.55                 | 15      | 11.04                               |
| 5         | Miércoles 8:00 p. m. | 20        | 25 de septiembre de 2019 | 7.53                 | 15 de abril de 2020 | 9.33                 | 12      | 11.22                               |
| 6         | Miércoles 8:00 p. m. | 16        | 11 de noviembre de 2020  | 7.83                 | 26 de mayo de 2021  | 7.26                 | 9       | 9.74                                |
| 7         | Miércoles 8:00 p. m. | 22        | 22 de septiembre de 2021 | 6.81                 | 25 de mayo de 2022  | 6.43                 | 11      | 9.11                                |
| 8         | Miércoles 8:00 p. m. | 22        | 21 de septiembre de 2022 | 6.59                 | 24 de mayo de 2023  | 5.55                 | 10      | 8.46                                |
| 9         | Miércoles 8:00 p. m. | 13        | 17 de enero de 2024      | 6.93                 | 22 de mayo de 2024  | 5.49                 | —       | —                                   |
| 10        | Miércoles 8:00 p. m. | 22        | 25 de septiembre de 2024 | 5.46                 | 22 de mayo de 2025  | 5.81                 | —       | —                                   |